# Keep ’Em Flying
Keep ’Em Flying – amerykański film komediowy z 1941 roku z udziałem znanego duetu Abbott i Costello.

## Fabuła
Jinx Roberts (Dick Foran) i jego pomocnicy Blackie (Bud Abbott) i Heathcliffe (Lou Costello) zostają zwolnieni z pokazu karnawałowego. Jinx decyduje się dołączyć do armii sił powietrznych, więc idą do klubu nocnego na imprezę po raz ostatni. Chociaż Jinx zakochuje się w piosenkarce Lindy Joyce (Carol Bruce). Przypadkowo zostaje ona członkinią USO na tej samej uczelni, gdzie zostają zapisani Jinx i jej brat Jimmy (Charles Lang). Tymczasem Blackie i Heathcliffe dołączają do Korpusu Powietrznego jako członkowie załogi naziemnej.

## Obsada
- Bud Abbott – Blackie
- Lou Costello – Heathcliffe
- Dick Foran – Jinx Roberts